# Panzerdraisine Steyr K 2670
Die Panzerdraisine Steyr K 2670, oder auch leichter Schienenpanzer (kurz: le. SP.) war eine bewaffnete und gepanzerte Draisine der Wehrmacht im Zweiten Weltkrieg.

## Geschichte
Durch ständige Angriffe von Partisanen auf Eisenbahnstrecken sah sich die Wehrmacht gezwungen, diese wichtigen Verkehrsrouten zu sichern. Da die Gleise durch Angriffe stark in Mitleidenschaft gezogen wurden und die großen Panzerzüge an der Kriegsfront gebraucht wurden, entschied man sich für kleinere Panzerdraisinen. Diese konnten allein oder im Verbund operieren und waren leichter, wodurch sie auch beschädigte Gleise befahren konnten. Eine dieser im Verbund eingesetzten Panzerdraisinen war die Panzerdraisine Steyr K 2670. Diese wurde als leichter Schienenpanzer (kurz l. Sp.) oder als Panzersicherungswagen bezeichnet.

## Produktion
Die Produktion der Panzerdraisine Steyr K 2670 begann 1943 in den österreichischen Werken von der Steyr Daimler Puch AG. Von dieser Panzerdraisine wurden circa 50 Stück gebaut. Von diesen Panzerdraisinen wurden zwei Varianten gebaut, zum einen Mehrzweckwagen und zum anderen die Kommandowagen, welche eine andere Funkausstattung besaßen. 40 Stück davon wurden in Panzerzügen genutzt, die restlichen zehn dienten als Ersatz und Ausbildungsfahrzeuge.

## Technische Daten

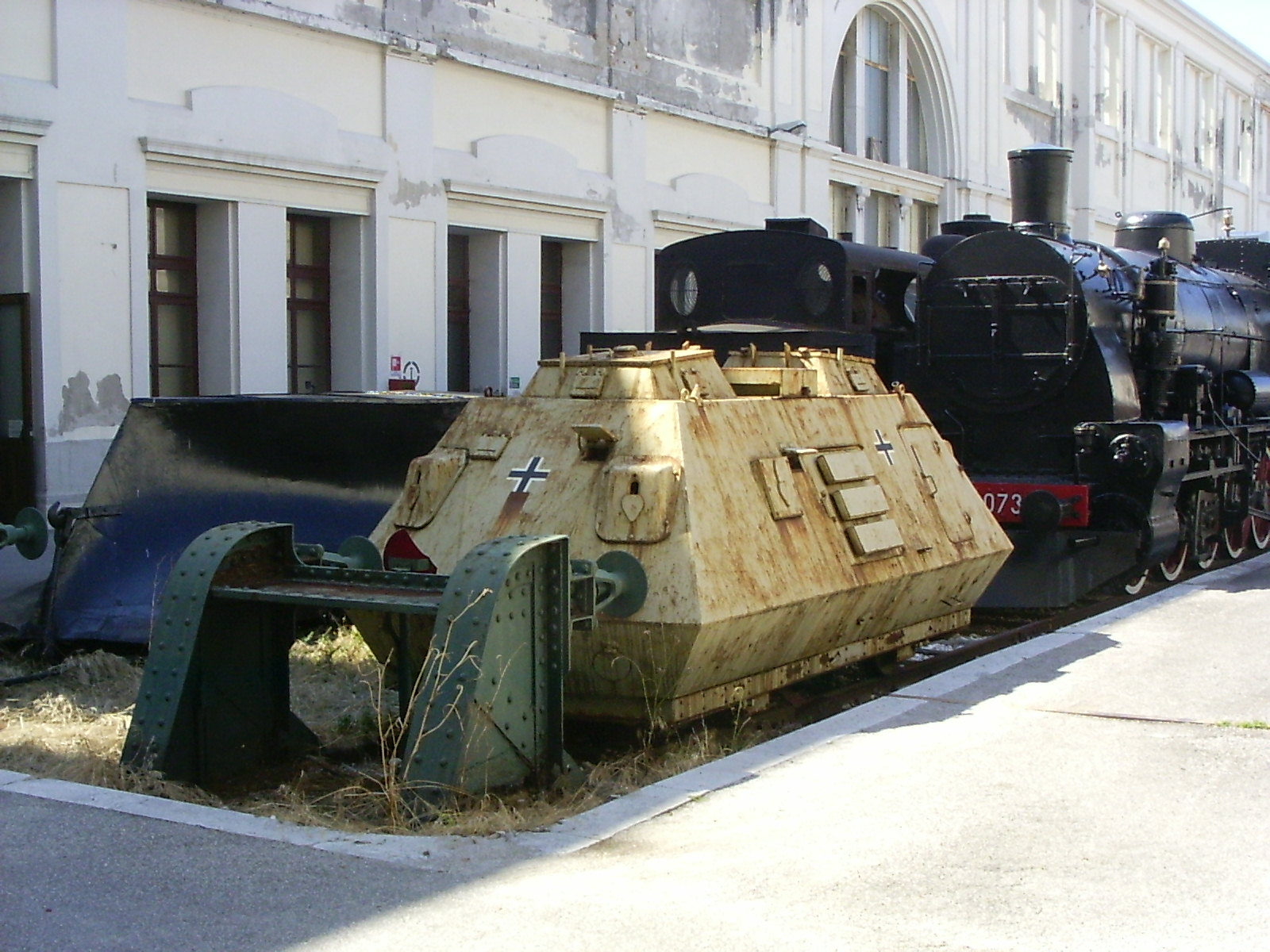
Erkennbar hier, die drei Lüftungsabdeckungen

Die Panzerdraisine Steyr K 2670 war ein leichter Schienenpanzer. Die Panzerung bestand aus leichten Panzerplatten mit einer Stärke von 14,5 mm an den Seiten. Die Panzerung an der Unterseite betrug 10 mm und an der Oberseite 5 mm. Diese konnten einen Beschuss mit einem Kaliber von bis zu 2-cm standhalten. Die Panzerdraisine wog 7,5 t und konnte bis zu 2 t Zuladung an Personal und Material aufnehmen. Die Panzerdraisine war voll motorisiert und konnte sich eigenständig auf den Gleisen bewegen oder wurde in Panzerzügen ab der Nummer 301 eingesetzt.
Die Besatzung bestand aus fünf bis acht Soldaten. Dazu zählten der Kommandant, dem Kraftfahrer und fünf Maschinengewehrschützen. Die Bewaffnung bestand aus vier Maschinengewehren vom Typ M. G. 34. Die Panzerdraisine war 5,69 m lang, 2,52 m breit und 2,27 m hoch (mit Rahmenantenne 2,53 m). Nach vorn und hinten auf dem Dach gab es zwei Beobachtungsstellen mit je drei gepanzerten Sehschlitzen. Zusätzlich befanden sich dort Halterungen für Maschinengewehre für die Flugabwehr. Für die Kommunikation verfügte der Wagen über ein Funkgerät vom Typ Fu 22 SE 30. Dieses war immer durch eine Rahmenantenne auf dem Dach, welche komplett umlaufend war, verstärkt worden. Damit erreichte die Panzerdraisine eine Funkreichweite, welche mit dem mittleren Funkpanzerwagen Sd. Kfz. 251/6 vergleichbar war.
Der Motor der Panzerdraisine war ein, zentral im Wagen montierter, luftgekühlter 3,5-l-V8-Steyr und lieferte 70 PS. Die Luftzuführung erfolgte auf einer Seite des Wagens. Dort befanden sich drei große Öffnungen, welche durch Panzerabdeckungen geschützt wurden. Spätere Modelle hatten acht kleinere Runde Öffnungen und Abdeckungen. Durch diesen Motor erreichte die Panzerdraisine eine Höchstgeschwindigkeit von 60 km/h. Das Getriebe hatte vier Vorwärts- und einen Rückwärtsgang. Der Kraftstoffvorrat lag bei 160 Litern. Der Verbrauch lag bei 35–40 Litern auf 100 km, was eine maximale Reichweite von 400 ermöglichte.
Die Vorder- und Rückseite der Panzerdraisine waren abgeschrägt und verfügten über je zwei gepanzerte Sehschlitze. Neben den Sehschlitzen, leicht nach rechts und linke abgewinkelt, befanden sich je ein gewölbter Maschinengewehr-Stand. Zugang erreichte man über je eine Tür an beiden Seiten, welche an einer Stirnseite, aber nicht gegenüberliegend angebracht waren. Auf der jeweils anderen Stirnseite befand sich ein weiterer Maschinengewehr-Stand mit einem separaten Sehschlitz.

## Einsatz
Zum Einsatz kamen die Panzerdraisinen in den leichten Spähzügen der Serie 300 und in halbunabhängigen Einheiten. Dazu zählten unter anderem die Panzerzüge (l. Sp.) 301, 302, 303 und 304. Zehn Wagen, zwei Kommandowagen und acht Mehrzweckwagen, wurden zusammengekoppelt und agierten als eine Einheit. Dabei bildeten immer fünf Wagen einen Halbzug mit einem Kommandowagen, drei Infanteriewagen und einem Pionierwagen. Genutzt wurden sie hauptsächlich zur Partisanenbekämpfung auf dem Balkan. Aufgrund der geringen Achslast von 4,7 t konnte die Panzerdraisine auch auf beschädigten Gleisen genutzt werden. Schwere Panzerzüge konnten die Gleise auf dem Balkan nicht mehr nutzen.

### Panzerzug 301
Der Panzerzug 301 wurde am 16. September 1943 aufgestellt und war am 29. Februar 1944 einsatzbereit. Die Feldpostnummer der Panzerzuges war die 07651. Nachdem der Panzerzug einsatzbereit war, verlegte noch im Februar 1944 nach Serbien. Dort war er im Raum Usje und Raška stationiert und war mit der Sicherung eines Teils der Eisenbahnlinie zwischen Belgrad und Skopje vorgesehen. Im Mai wurde der Panzerzug in das Gebiet des LXVIII. Armeekorps in Athen verlegt.
Mit dem Rückzug der deutschen Truppen aus Griechenland, war der Hauptauftrag des Panzerzuges die Sicherung als Nachhut. Einsatzbereich war hierbei die Eisenbahnstrecke zwischen Athen und Larisa. Dabei fielen durch technische Defekte oder Beschädigungen vier Panzerdraisinen aus. Eine Reparatur war nicht mehr möglich, weshalb sie gesprengt werden mussten. Am 29. Oktober 1944 wurde dann der Rest des Panzerzuges nach Skopje verlegt. Hier sicherte eine Hälfte des Panzerzuges die Eisenbahnstrecke zwischen Kaçanik und Veles, während die andere Hälfte auf der Eisenbahnstrecke zwischen Skopje und Kumanovo operierte.
Am 7. November kam es im Bahnhof von Kaçanik zu einem Zusammenstoß zwischen einer Panzerdraisine und einer Dampflokomotive. Dadurch fiel dieser komplett aus und wurde aufgegeben. Die letzten fünf Panzerdraisinen wurden nach der Räumung von Skopje nach Zvečan verlegt. Hier sollten sie Sperrmaßnahmen während des Rückzuges zwischen Urusevac und Kraljevo sichern. Am Abend des 18. November erhielt der Panzerzug den Auftrag, nach Ušće zu verlegen. Kurz vorher wurde eine Brücke nördlich von Zvečan gesprengt. Dadurch war es dem Panzerzug nicht mehr möglich, sich in Sicherheit zu bringen. Aus diesem Grund wurden die letzten fünf Panzerdraisinen des Panzerzug 301 am 20. November 1944 gesprengt und der Panzerzug am 26. Januar 1945 offiziell aufgelöst. Die Besatzung wurde in die 4. Kompanie des Festungs-Infanteriebataillon 1004 eingegliedert und bei der Verteidigung von Mitrovica eingesetzt.
- Panzerzugkommandant
  - Oberleutnant Fritz Blohm (Februar 1944 – Oktober 1944)

### Panzerzug 302
Der Panzerzug 302 wurde am 16. September 1943 aufgestellt und war am 29. Februar 1944 einsatzbereit. Die Feldpostnummer der Panzerzuges war die 07651. Der Panzerzug erreichte Anfang März 1944 den Einsatzraum um Larisa und löste den Panzer-Triebwagen 15 ab. Dort angekommen verlegte er nach Katerini unter dem Kommando des XCI. Armeekorps. Als die Heeresgruppe E Anfang September mit dem Rückzug begann, wurde auch der Panzerzug 302 abgezogen. Aufgrund von Treibstoffmangel, wurde er auf einen Transportzug verladen und nach Norden verlegt. Am 12. November stand der Panzerzug am Bahnhof von Kosovo Polje, als es zu einem Luftangriff durch sowjetische Kräfte kam. Eines der angreifenden Flugzeuge konnte abgeschossen werden, stützte jedoch auf drei mit Minen beladene Güterwagen. Die darauf folgende Explosion zerstörte fast das gesamte Rollmaterial am Bahnhof, so auch den Panzerzug 302. Bei dieser Explosion wurden 300 Soldaten getötet, 250 wurden verletzt. Am 3. Januar 1945 wurde der Panzerzug 302 offiziell aufgelöst und aus den Listen gestrichen.
- Panzerzugkommandant
  - Leutnant Erwin Neumann (März 1944 – † 12. November 1944)

### Panzerzug 303
Der Panzerzug 303 wurde am 16. September 1943 aufgestellt und war am 16. Juni 1944 einsatzbereit. Die Feldpostnummer der Panzerzuges war die 07651. Als letzter der vier leichten Schienenpanzerzüge erreichte der Panzerzug 303 Mitte Juni 1944 das bulgarisch besetzte Serbien, zusammen mit den ihm unterstellten Panzer-Triebwagen 30 und Panzer-Triebwagen 31. Hauptauftrag war dabei die Sicherung der Eisenbahnstrecke von Nisch nach Vranje und von Nisch nach Pirot. Weiterhin übernahm er die Sicherung der Eisenbahnstrecke von Lapovo nach Kragujevac und Kruševac. Aufgrund des flexiblen Einsatzes des Panzerzuges mit den kleinen Panzerdraisinen Steyr und den beiden Panzer-Triebwagen, nahm die Partisanenaktivität auf den Eisenbahnstrecken stark ab. Aufgrund von Treibstoffmangel, konnte der Panzerzug-Verband ab August 1944 nur noch eingeschränkt eingesetzt werden. Dieser Mangel verschärfte sich im November so stark, dass eine Dampflokomotive beschafft werden musste, um die Fahrzeuge bewegen zu können. Dadurch verlor der Verband an Flexibilität.
Bis zum 13. Oktober 1944 verblieb der Verband im Raum Belgrad und rückte dann nach Westen ab. In den letzten Oktobertagen war der Verband im Raum zwischen Ruma, Šid und Esseg. Am 31. Oktober verlegte er nach Lipovljani und wurde dort stationiert. Bis zum 26. April 1945 verblieb der Verband im Raum Lipovljani. An diesem Tag rückte er nach Agram ab und blieb bis Mai vor Ort. Am 7. Mai sollte der Verband einen Lazarettzug in Ljubljana abholen, welcher aber nicht auffindbar war. Auf der Rückfahrt nach Cilli wurden Schwerverwundete aufgenommen und ein Wagen mit volksdeutschen Familien angehängt. Am 8. Mai 1945 musste der Verband in Cilli an die Verbände von Tito  übergeben und die Besatzungen begaben sich in Kriegsgefangenschaft. Einer größeren Gruppe gelang die Flucht und konnte sich bis nach Bleiburg durchschlagen und in britische Kriegsgefangenschaft begeben.
- Panzerzugkommandant
  - Oberleutnant Paul G. Römer (Juni 1944 – Mai 1945)

### Panzerzug 304
Der Panzerzug 304 wurde am 16. September 1943 aufgestellt und war am 29. April 1944 einsatzbereit. Die Feldpostnummer des Panzerzuges war die 06423. In der letzten Aprilwoche traf der Panzerzug mit dem Panzer-Triebwagen 15 in Kroatien ein. Stationiert wurde er in Slavonski Brod. Anfang Juli 1944 wurde er dem Kommando Demotika im Thrakischen Bulgarien, nahe der türkischen Grenze, unterstellt. Der neue Hauptstandort war Suflion. Der Panzer-Triebwagen 15 wurde noch vor der Verlegung dem Panzerzug 65 zugeteilt.
Als am 27. August 1944 Bulgarien das Bündnis mit Deutschland brach, zogen sich die bulgarischen Streitkräfte aus Serbien und Mazedonien zurück. Dadurch konnten Partisanen in den Bereich einfließen und deutsche Truppen angreifen. Damit der Panzerzug nicht in die Hände der Bulgaren oder Partisanen fiel, wurde er am 8. September 1944 von der Besatzung aufgegeben und gesprengt. Die Besatzung konnte sich, bis auf zwölf Vermisste, zu den deutschen Truppen durchschlagen. Am 22. September 1944 wurde der Panzerzug 304 offiziell aufgelöst.
- Panzerzugkommandant
  - Leutnant Claus Herrmann (April 1944 – September 1944)

### Polen
1945 wurde eine letzte erhaltene Panzerdraisine Steyr K 2670 in Rembertów in Polen gefunden, erbeutet und nach Krieg von den polnischen Streitkräften der Straż Ochrony Kolei (kurz SOK, deutsch Bahnschutzwache) erneut eingesetzt. Ende der 1940er Jahre kam die Panzerdraisine bei der Aktion Weichsel erneut zum Einsatz und war bis in die 1950er Jahre beim Korps der Inneren Sicherheit gelistet. Die Bewaffnung wurde durch 7,62-mm-DP Maschinengewehre ersetzt. Auch die Rahmenantenne wurden demontiert und durch eine einfache Stabantenne ersetzt.

## Verbleib
Die letzte erhaltene Panzerdraisine Steyr K 2670 befindet sich heute im Museo Ferroviario di Trieste Campo Marzio in Triest. Aufgrund der drei großen Lüftungsabdeckungen, ist dies eines der früh gebauten Modelle.